# Ефремов, Валерий Анатольевич
Вале́рий Анато́льевич Ефре́мов (1 сентября 1974 г., Ленинград) — российский филолог, специалист в области культуры речи и лексикологии, гендерной лингвистики, интернет-лингвистики, когнитивной лингвистики, юрислингвистики. Доктор филологических наук (2010), профессор кафедры русского языка (2012—2024), заведующий кафедрой русского языка филологического факультета (2021—2024) ГБОУ ВО «Российский государственный педагогический университет им. А. И. Герцена».
С октября 2024 года — ведущий научный сотрудник Института лингвистических исследований РАН.

## Биография
В 1996 году окончил филологический факультет РГПУ им. А. И. Герцена (диплом с отличием); а в 1999 году — аспирантуру, защитив диссертацию на тему «Ассоциативно-вербальная организация цикла лирических новелл И. А. Бунина „Тёмные аллеи“» (10.02.01 — русский язык).
В 1999—2000 годах — студент Пекинского университета языка и культуры (стипендия правительства КНР), специализация — китайский язык.
В 2000—2024 годах работал на кафедре русского языка филологического факультета РГПУ им. А. И. Герцена: ассистент, доцент (2003), профессор (2012—2024), заведующий кафедрой (2021—2024).
С октября 2024 года — ведущий научный сотрудник ИЛИ РАН.

## Научная деятельность
13 мая 2010 года защитил докторскую диссертацию «Динамика русской языковой картины мира: вербализация концептуального пространства „'мужчина' — 'женщина'“».
Автор более 250 научных публикаций, большая часть которых посвящена исследованиям в области культуры речи, гендерной и когнитивной лингвистики, лексикографии, интернет-лингвистики, юрислингвистики.
В. А. Ефремов — редактор вузовского учебника «Деловая риторика. Культура речи и деловое общение» (М.: Кнорус, 2018), соавтор вузовских учебников «Русский язык и культура речи» (М.: Высшая школа, 2010) и (М.: Юрайт, 2012, 2014 и др.), «Риторика» (М.: Юрайт, 2013), сборника упражнений «Русский язык и культура речи» (М., Высшая школа, 2010), учебников для вузов и колледжей «Русский язык и культура речи» (М., 2004), а также автор учебного-методического пособия «Основы гендерной лингвистики» (СПб., РГПУ им. А. И. Герцена, 2009), используемых в учебном процессе не только в РГПУ им. А. И. Герцена, но и в других вузах страны.
В. А. Ефремов активно публикуется в таких центральных научных и научно-методических журналах, как «Русская речь», «Мир русского слова», «Русский язык в школе», «Русская словесность», в болгарском журнале из «Чуждоезиково обучение Научно списание».
Принимает участие в качестве организатора и лектора в работе курсов повышения квалификации школьных и вузовских преподавателей как в Санкт-Петербурге, так и за пределами РФ (Абхазия, Армения, Украина, Таджикистан, Эстония, Болгария, Литва, Казахстан, Германия, Кыргызстан, Танзания, Аргентина, Чили, Перу, Венесуэла, Израиль).
В. А. Ефремов — ученый секретарь диссертационного совета 33.2.018.11 по защите диссертаций на соискание учёной степени кандидата и доктора филологических наук (по спец. 5.9.5 Русский язык. Языки народов России).
Просветительская деятельность В. А. Ефремова не ограничивается наукой и преподаванием. С 2006 по 2010 год был организатором и ведущим заседаний «Общества ревнителей русского языка» при Центральной городской публичной библиотеке им. В. В. Маяковского.
Лауреат Всероссийского конкурса «Лучший лектор страны» (2018), организованного Российским обществом «Знание».
С 2005 года выступает в качестве соведущего культурно-просветительской программы «Как это по-русски?» на «Радио России — Санкт-Петербург», отвечая на вопросы радиослушателей по культуре речи, об истории и современном состоянии русского языка.
Кроме того, В. А. Ефремов активно сотрудничает со следующими средствами массовой информации: 78 канал, 5 канал, ТВ 100, Радио-Зенит, еженедельник «Город 812».

### Экспертная деятельность
- Эксперт-тестолог высших учебных заведений Северо-Западного округа РФ (ФГУ «Росаккредагентство», Москва (2003—2015)
- Эксперт-лингвист (с 2002 года) нескольких экспертных организаций (в том числе — группы компаний ООО, АНО «Санкт-Петербургский институт независимой экспертизы и оценки»[10])
- Эксперт-лингвист (с 2021) Гильдии лингвистов-экспертов по документационным и информационным спорам (ГЛЭДИС)[11]

### Избранные труды
1. Ефремов В. А. «Мужчина» и «женщина» в русской языковой картине мира. СПб.: Изд-во РГПУ им. А. И. Герцена, 2009. 184 с.
2. Ефремов В. А. Основы гендерной лингвистики: Учебно-методическое пособие. СПб.: Изд-во РГПУ им. А. И. Герцена, 2009. 118 с.
3. Ефремов В. А. О гендерной асимметрии в наименовании лиц женского пола // Русский язык в школе. 2009. № 1. С. 72-82.
4. Ефремов В. А. Речевой этикет: обращения в современной речи // Русская речь. 2009. № 6. С. 53-59.
5. Ефремов В. А. Теория концепта и концептуальное пространство // Известия РГПУ им. А. И. Герцена. 2009. № 104. С. 96-106.
6. Ефремов В. А. Гендерные стереотипы как элемент концептуализации // Известия Юго-Западного государственного университета. 2011. № 2 (35). C. 149—158.
7. Ефремов В. А. Логичность речи и логические ошибки // Русский язык в школе. 2012. № 3. С. 82-85.
8. Русский язык и культура речи: учебник для бакалавров / Под общ. ред. В. Д. Черняк. М.: Юрайт, 2012. (в соавторстве)
9. Русский язык и культура речи. Практикум. Словарь: учеб.-практич. пособие для бакалавров / Под общ. ред. В. Д. Черняк. М.: Юрайт, 2012. (в соавторстве)

Более полный список трудов доступен в профайле В. А. Ефремова на e-library